# 軍歌

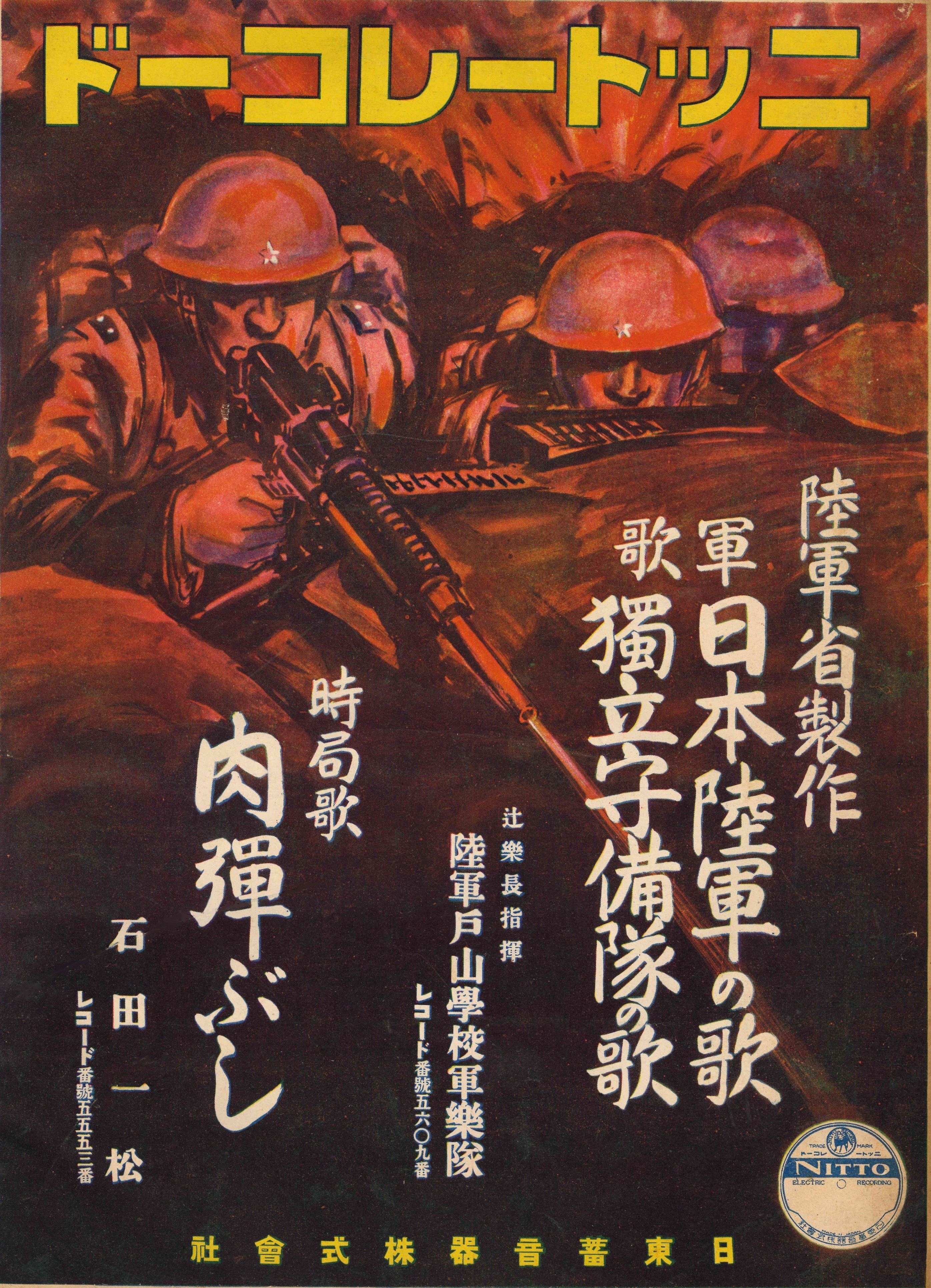
1932年（昭和7年）の軍歌レコードの広告

軍歌（ぐんか）とは、兵士が行軍しながら歌う歌。日本では、明治以降に、軍隊の士気の鼓舞、戦意の高揚、愛国精神の発揚を目的としてつくられた歌、戦友の死への悲しみを題材とした歌も軍歌といわれることがある。

## 概要
行進中に士気と歩調を保つため、伴奏無しで歌われる場合が多い。歌詞や旋律が民謡・俗謡や宗教歌・学生歌から借用されたり、映画の楽曲が軍歌として採用された事例もある。近代以降は、将兵個人と国家元首との結び付きや、ナショナリズムや社会主義・共産主義といった特定のイデオロギーを強調する作品が出現する。
世界的に有名な軍歌として、フランスの国歌である「ラ・マルセイエーズ（「マルセイユの歌」。元の題名は「ライン軍のための軍歌」・「ライン軍軍歌」）」がある。この他、アイルランド国歌「兵士の歌」やインドネシア国歌「インドネシア・ラヤ」のように独立運動および独立戦争で歌われたもの、ルーマニア国歌「目覚めよ、ルーマニア人!」のように革命運動で歌われたものなど、軍歌あるいはそれに準ずる歌曲が国歌になっていることもある。

## 軍歌の一覧

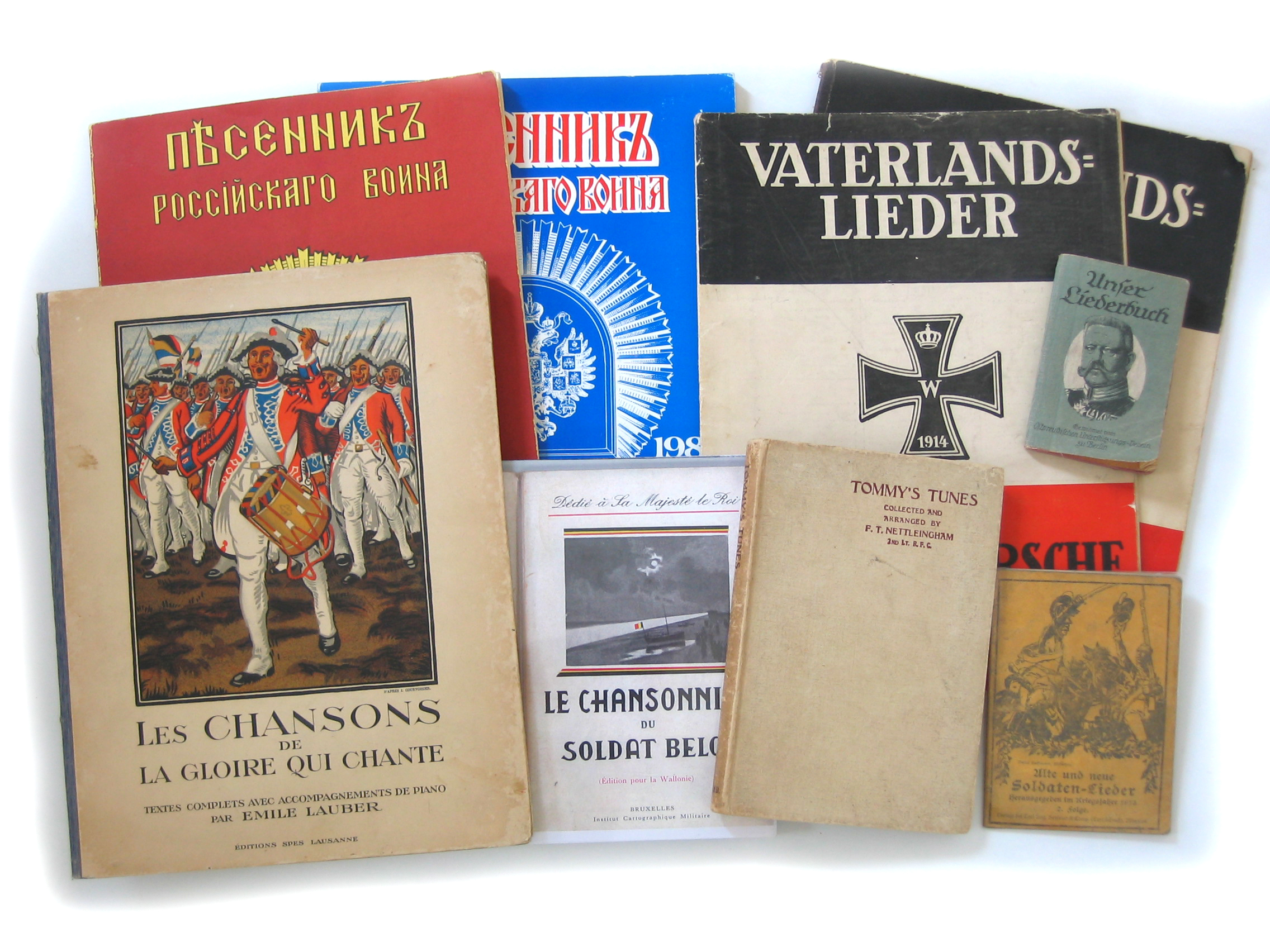
スイス、ロシア、ドイツ、英国、ベルギーなどの軍歌集（20世紀）。

### フランス
フランス国歌「ラ・マルセイエーズ」はもとはフランス革命のときにストラスブールの青年将校によって作られた「ライン軍軍歌」という軍歌であった。1792年4月にルージェ・ド・リールマルによって作られた曲で、6月にマルセイユで開かれた集会で大好評を博した。

### アメリカ
- 独立戦争
  - ヤンキードゥードゥル
- 南北戦争
  - リパブリック讃歌

### オーストリア
- 大空の勇士

### ドイツ
イングランドの歌

## 日本の軍歌

### 日本の軍歌の歴史

#### 明治初年-日清戦争
日本最初の軍歌は東征軍の進軍歌『トンヤレ節』であるとされる。俗謡調の官製軍歌であった。1869年に横浜に薩摩藩の軍楽隊がつくられ、軍によって正式に軍歌がつくられるようになった。その最初のものは海軍儀制曲『海ゆかば』で、『続日本紀』から引用した大伴家持の古歌に東儀季芳が曲を付けた雅楽調であるが、海軍軍楽師瀬戸口藤吉がその旋律を『軍艦行進曲』のトリオ部に採用したため、信時潔作曲の『海行かば』とよく混同されることがある。
東京大学文学部長や文部大臣を歴任した外山正一は1882年、5年前の西南戦争を題材に「抜刀隊」という名の詩を発表、詩詞において、国民の一体感や士気の高揚を目的として制作した旨を述べた。外山はジャンルとしての軍歌の確立に向けて活動し、清国との外交関係が悪化しはじめた1885年、「軍歌」という名の楽曲が制作され、一般国民が容易に歌唱・作詞ができるような平易なメロディーが特徴づけられた。また「抜刀隊」がシャルル・ルルーの作曲を得て初演された。
当時は作曲の技能を持ったものが少なかったことから、既存のメロディに歌詞をあてはめた、「替え歌」が多くつくられた。

#### 日清戦争
1894年に日清戦争が勃発すると、新聞社が軍歌を公募するなど、軍歌は一気に国民規模のエンターテインメントへと変貌する。それまで政府批判を主な題材に用いていた演歌師も国権論に舵を切り、この風潮を支えた。ただし、それまでのエリート中心の厳選された楽曲と較べると、歌詞が稚拙であったり、民衆受けのするアジテーションが前面に押し出されたりするなど、平均的な作品の質は低下せざるを得なかった。
戦時下での軍歌は、それまでの作品とは異なり、戦況を題材にした具体的な歌詞によるものが多くなる。よって、はやりの軍歌の変遷はニュースの側面を持ち、軍歌の歌詞で戦況を追いかけることができるようになった。また、戦闘で軍功を挙げた兵士を題材にした楽曲もつくられた。
日清戦争の2年間で、制作された軍歌は1300曲、軍歌集は140冊にのぼった。

#### 日露戦争
1904年の日露戦争は、日清戦争直後の三国干渉以来の対抗感情（「臥薪嘗胆」）が国民の中に堆積しており、開戦直後から楽曲発表が相次いだ。その多くは大衆娯楽として量産され、完成した作品から小出しに販売されるような形態で売り出された。この結果マンネリ化し、既存の作品の焼き直し感は否めず、軍歌研究家の堀内敬三は、この時期の軍歌を日清戦争期と較べて「軍歌の不振期」と位置付けている。
この時期の軍歌は、個別の戦闘を謳ったニュース調のものよりも、特定の軍人を謳ったキャラクター重視の作品が受け、後世にも残った。

#### 大正時代
日露戦争以降、日本が大きな戦争を体験することはなく、オリジナルの軍歌が流行することは少なかった。兵科ごとの曲や、軍学校の校歌や寮歌の類が目立つ。
一方で、国民に広く膾炙したそのメロディを転用した替え歌がはやり、メロディの本来の出自とは無関係に盛んに借用された。「日本海軍」の替え歌として反戦歌や労働歌、革命歌など、原曲の趣旨とは正反対の歌詞が当てはめられることも増え、更には日本の施政下にあった朝鮮半島における独立派のゲリラ軍が軍歌に流用した例、辛亥革命の革命歌が日清戦争の際の軍歌を流用した例もあった。
また、第一次世界大戦の主戦場となったヨーロッパにおいては盛んに軍歌が制作され、日本においても当時の欧米の流行歌として娯楽の対象になった。

#### 日中戦争期
満州事変後、世論やメディアは事変を積極的に評価し、レコード会社はこれに便乗して軍歌を量産し始めた。1932年には爆弾三勇士の顕彰歌が乱発し、メディア各社が公募を行うなど、最終的には20曲近くに達した。
一方で、国内クーデターである五・一五事件を賛美する軍歌も発表されたためこれが大問題になり、1934年、出版法を改正、レコード検閲が開始された。ただし、内務省内の検閲当局は小規模であり、すべてのレコードを検閲することは不可能であったため、「内閲」（レコード会社内部での事前チェック）と「懇談」（当局とレコード会社側でのすり合わせ）という運用方針を確立し、阿吽の呼吸で効率的にレコード市場が国策に深く関わるようになる。

#### 太平洋戦争期
太平洋戦争開戦とともにさらに数多くの軍歌・戦時歌謡が作られた。公募は戦争末期まで多く行われ、戦時下にあった外地にあっても相当数の応募が存在した。1942年に戦況が暗転し始めると、「海行かば」が国歌に次ぐ「国民の歌」に指定されるなど、大政翼賛会主導の下、「国民皆唱運動」が行われ、軍歌は名実ともに総力戦体制の一翼を担うようになった。更に、歴代の軍歌のリバイバルやレコード会社の統合再編、敵性音楽の禁止など、「上からの軍歌」の様相が強くなった。

#### 軍歌の禁止
1945年（昭和20年）8月15日の終戦、その年の11月30日をもって、明治以来の大日本帝国陸海軍は解体・消滅。それまでの歌詞を伴う軍歌はGHQによって禁止された。禁止は1952年のサンフランシスコ講和条約まで続いた。

### 自衛隊歌
自衛隊では「陸軍分列行進曲」「軍艦行進曲」を筆頭に公式に旧軍時代の軍歌軍楽がそのまま使用されることも多い。自衛隊音楽隊により公式の場（行事式典等）にて「敵は幾万」「愛馬進軍歌」「月月火水木金金」他様々な軍歌が演奏されている。特に職種によっては軍歌を受け継いでいることが多く、普通科の「歩兵の本領」、野戦特科の「砲兵の歌・襟には映える山吹き色の」、空挺団の「空の神兵」は有名である。「歩兵の本領」のように旧軍の用語を自衛隊の用語に置き換えたり（「軍」→「隊」、「歩兵」→「普通科」、「騎兵砲兵」→「機甲特科」など）、「PKO」など新たな任務を取り入れるなど、自衛隊の実情に合わせて歌詞を改めて歌われる場合もある。
自衛隊の直接の前身となった警察予備隊が発足した以降に制作されたものは「隊歌」と呼ばれる。隊歌には陸・海・空 各自衛隊で制作したものや、師団・連隊などの部隊単位で独自に制作したものがあり、朝礼や創立記念祭等で歌われることがある他、公式HPやYouTube等において有志により公表されている。